# Stowarzyszenie Narodów Azji Południowo-Wschodniej
Stowarzyszenie Narodów Azji Południowo-Wschodniej (ang. Association of South-East Asian Nations, ASEAN) – organizacja polityczno-gospodarcza, powstała po upadku Association of South-East Asia utworzonego przez Malezję, Filipiny i Tajlandię w 1961 r. Założona 8 sierpnia 1967 w Bangkoku. Jej siedzibą jest Dżakarta.
Członkami są (w kolejności przystępowania): Filipiny, Indonezja, Malezja, Singapur, Tajlandia (członkowie założyciele), Brunei (od 8 stycznia 1984), Wietnam (od 28 lipca 1995), Laos i Mjanma (od 23 lipca 1997), Kambodża (od 30 kwietnia 1999).
Papua-Nowa Gwinea ma status obserwatora od 1974 roku. Timor Wschodni jako kraj kandydujący ma przyznany status obserwatora (od 11 listopada 2022). 

## Organy
- Spotkanie Szefów Rządów – jego zadaniem jest podejmowanie najważniejszych decyzji i określenie głównych kierunków rozwoju organizacji;
- Konferencje Ministerialne – organ naczelny, obradujący regularnie; zbiera się raz w roku, a w jego skład wchodzą ministrowie spraw zagranicznych państw członkowskich. Do jego kompetencji należy nadzorowanie prac niższych organów, a także akceptowanie i tworzenie nowych programów współpracy.
- Stała Komisja (organ zajmujący się działalnością bieżącą)- składa się z ministra spraw zagranicznych kraju, w którym ma siedzibę (która zmienia się co rok), oraz z ambasadorów pozostałych państw.
- Sekretariat – organ administracyjny, na którego czele stoi Sekretarz Generalny, sprawujący tę funkcję przez 3 lata.
- Zgromadzenie Międzyparlamentarne – raz w roku gości delegacje z parlamentów krajowych, spełnia role doradczą i opiniującą. Formalnie nie należy do organizacji, jest określany jako „podmiot stowarzyszony z ASEAN”[3].

## Cele
Deklaracja ASEAN stwierdza, że główne cele i zamiary stowarzyszenia to:
- Przyspieszanie wzrostu ekonomicznego, rozwoju socjalnego i kulturalnego w regionie: fundacja ma budować pokojową i dobrze współpracującą wspólnotę narodów południowoazjatyckich.
- Promowanie regionalnego pokoju i stabilizacji poprzez trwałe respektowanie sprawiedliwości i reguł prawa w stosunkach między krajami w regionie i dochowywanie zasad Karty Narodów Zjednoczonych.

„Stowarzyszenie reprezentuje zjednoczoną wolę narodów w związanie się przyjaźnią i współpracą i, przez wspólny wysiłek i poświęcenie, zapewnia ludziom i potomności szczęście pokoju, wolności i dobrodziejstwa” (Deklaracja ASEAN, Bangkok, 8 sierpnia 1967).
Traktat o wzajemnych stosunkach i współpracy (The Treaty of Amity and Cooperation, TAC) w Południowej Azji został podpisany na pierwszej konferencji ASEAN 24 lutego 1976. Stwierdzał on, że we wzajemnych stosunkach członkowie będą się kierować następującymi fundamentalnymi zasadami: wzajemny szacunek dla niezależności, suwerenności, równości, terytorialnej niepodzielności i narodowej tożsamości wszystkich narodów; prawo każdego kraju do prowadzenia niezawisłej polityki, wolnej od zewnętrznej ingerencji, przewrotu lub przymusu; nieingerowanie w wewnętrzne interesy, rozstrzyganie różnic lub sporów w pokojowy sposób; zrzeczenie się gróźb lub siły jako sposobu rozstrzygania sporów, prowadzenie efektywnej współpracy.
TAC stwierdzał, że dialog polityczny i współpraca w dziedzinie bezpieczeństwa powinna dążyć do promowania regionalnego pokoju I stabilizacji poprzez podnoszenie regionalnej niezależności. Regionalna niezależność ma być osiągnięta przez współpracę na wszystkich polach opartych na zasadach pewności siebie, niezależności, wzajemnego szacunku, współpracy i solidarności, które powinny tworzyć stowarzyszenie jako silną wspólnotę narodów Południowej Azji.
Głównym zadaniem ASEAN jest współpraca gospodarcza, naukowo-techniczna i kulturalna w swoim regionie. ASEAN dąży również do utworzenia strefy pokoju, neutralności i wolności, pozbawionej broni jądrowej. Kraje ASEAN podejmują działania na rzecz pokojowego rozwiązywania sporów, normalizacji na Półwyspie Koreańskim. Do współpracy zapraszane są także państwa trzecie, np. kraje Unii Europejskiej, USA, Rosja, Chiny. ASEAN zadecydował o wprowadzeniu na swoim obszarze do 2005 strefy wolnego handlu (AFTA). Współuczestniczy w konsolidacji działań w całym regionie Pacyfiku, wchodząc w skład APEC. Siłą tej organizacji jest postępujący dynamicznie od przełomu lat 80. i 90. rozwój gospodarczy („azjatyckie tygrysy”), atrakcyjny rynek, liczący ponad 180 mln ludności i tania siła robocza. 28 lutego 2009 do strefy wolnego handlu ASEAN dołączyły Australia i Nowa Zelandia.

## Historia
Do 1983 w działalności ASEAN wyróżnia się 3 okresy:
- 1967–1974 dominacja problematyki politycznej (m.in. w 1971 Deklaracja ZOPFAN – strefa pokoju, wolności i neutralności)
- 1974–1979 dominacja problematyki ekonomicznej (szybki rozwój form integracyjnych, współpraca gospodarcza z rozwiniętymi krajami Pacyfiku – Japonią, Australią i Nową Zelandią)
- od 1979 ponownie dominacja problematyki politycznej związanej z ekspansją komunizmu na Półwyspie Indochińskim.

## Działalność
Najważniejszą formą instytucjonalnego nadzoru zamierzeń ASEAN to coroczne spotkanie szefów rządu i ministrów spraw zagranicznych. Spotkania te poruszają tematy takie jak rolnictwo i leśnictwo, ekonomia, energia, środowisko, finanse, informacja, inwestycje, prawo, nauka i technologia, przestępczość międzynarodowa, turystyka. Głównym organem jest Sekretariat (sekretariat generalny o 2-letniej kadencji na zasadzie rotacji alfabetycznej państw). Organami wspierającymi jest 29 komitetów i 122 grupy techniczne. Aby wspierać prowadzenie stosunków zewnętrznych, ASEAN rozwinęło komitety składające się z głów misji dyplomatycznych w następujących miastach: Bruksela, Londyn, Paryż, Waszyngton, Tokio, Canberra, Ottawa, Wellington, Genewa, Seul, Nowe Delhi, Nowy Jork, Pekin, Moskwa i Islamabad.
Jak twierdzi Kofi Annan, były Sekretarz Generalny ONZ: „Dzisiaj ASEAN jest nie tylko dobrze funkcjonująca, niepodzielna rzeczywistość w tym regionie. To rzeczywista siła, z którą trzeba się liczyć daleko poza tym regionem. To ponadto zaufany partner ONZ w dziedzinie rozwoju”.
Region ASEAN to około 683 milionów mieszkańców, całkowita powierzchnia 4,5 miliona km², łączny produkt krajowy brutto 4 249 miliardów dolarów.
W październiku 2003 r. przywódcy dziesięciu państw Stowarzyszenia Narodów Azji Południowo-Wschodniej podpisali układ w sprawie utworzenia w 2015 r. wspólnoty gospodarczej na wzór Unii Europejskiej. Od 2015 roku wdrażane są postanowienia w ramach Wspólnoty Gospodarczej (AEC): znoszenie ceł i integracja systemu bankowego.

## Forum Regionalne ASEAN
Forum Regionalne ASEAN (ang. ASEAN Regional Forum – ARF) zostało powołane 25 czerwca 1994 r. w Bangkoku jako inicjatywa, a nie instytucja, która skupia się na budowie wzajemnego zaufania i pokojowym rozwiązywaniu sporów. ARF, do którego należą Australia, Bangladesz, Brunei, Chiny, Filipiny, Indie, Indonezja, Japonia, Kambodża, Kanada, Republika Korei, Korea Północna, Laos, Malezja, Mjanma, Mongolia, Nowa Zelandia, Pakistan, Papua-Nowa Gwinea, Rosja, Singapur, Stany Zjednoczone, Tajlandia, Timor Wschodni, Unia Europejska, Wietnam – jest jedyną płaszczyzną spotkań, na której spotykają się państwa Azji Południowo-Wschodniej, Południowej i Wschodniej oraz główne mocarstwa światowe w celu dyskusji nt. wrażliwych kwestii regionalnych. Rola ARF jest tym większa, że w regionie nie istnieje żaden zinstytucjonalizowany system bezpieczeństwa. Działalność ARF opiera się na regularnych spotkaniach ministerialnych, wysokich przedstawicieli i dwóch między sesyjnych grupach roboczych, których tematyka dotyczy m.in. regionalnych sił pokojowych, nieproliferacji broni masowego rażenia, bezpieczeństwa morskiego i prawa morza, wymiany jawnej informacji wojskowej, zwiększenia przejrzystości działań w sferze polityki obronnej, zmniejszenia potencjału konfliktów oraz innych zagadnień związanych z dyplomacją prewencyjną.